# José Luíz Barbosa
José Luíz Barbosa (* 27. Mai 1961 in Três Lagoas, Mato Grosso do Sul) ist ein ehemaliger brasilianischer Leichtathlet, dessen Spezialdisziplin der 800-Meter-Lauf war.

## Sportliche Erfolge
Barbosa nahm an vier Olympischen Spielen (1984, 1988 1992 und 1996) teil, verpasste aber bei jeder Teilnahme eine Medaille. Seine besten Platzierungen waren Rang vier bei den Spielen von Barcelona 1992 und Platz sechs 1988 in Seoul.
Seinen größten Erfolg feierte Barbosa mit dem Gewinn der Goldmedaille bei den Hallenweltmeisterschaften 1987 in Indianapolis nach einem von Taktik geprägten 800-Meter-Rennen in 1:47,49 min. Im selben Jahr gewann Barbosa bei den Freiluftweltmeisterschaften in Rom in 1:43,76 min die Bronzemedaille hinter Billy Konchellah aus Kenia (1:43,06 min) und dem Briten Peter Elliott (1:43,41 min). Bei den nächsten Weltmeisterschaften, vier Jahre später in Tokio, lag im Finale erneut Konchellah (1:43,99 min) vor Barbosa, der in 1:44,24 min diesmal Silber gewann.
Bei den Hallenweltmeisterschaften 1993 galt Barbosa als hoher Favorit, schied jedoch nach einem Rempler mit Nico Motchebon aus.
Seinen letzten Sieg bei internationalen Großereignissen feierte Barbosa bei den Panamerikanischen Spielen 1995.

## Persönliche Bestleistung
- Freiluft
  - 800-Meter-Lauf: 1:43,08 min; 6. September 1991, Rieti, Weltjahresbestleistung, Rang 26 der ewigen Bestenliste[1]
  - 1500-Meter-Lauf: 3:40,91 min; 16. August 1995, Zürich
- Halle
  - 800-Meter-Lauf: 1:45,43 min;  8. März 1989, Piräus

## Sonstiges
Bei einer Körpergröße von 1,84 m betrug Barbosas Wettkampfgewicht 68 kg.
Barbosa wird in seiner Heimat auch „Zequinha“ genannt.